# کور هرن
کور هرن (هلندی: Cor Heeren; ۵ دسامبر ۱۹۰۰ – ۷ مهٔ ۱۹۷۶) دوچرخه‌سوار اهل هلند بود.